# 第107独立領土防衛旅団 (ウクライナ領土防衛隊)
第107独立領土防衛旅団（だい107どくりつりょうどぼうえいりょだん、ウクライナ語: 107-ма окрема бригада територіальної оборони）は、ウクライナ領土防衛隊の旅団。西部作戦管区隷下。

## 概要

### ドンバス戦争

チェルニウツィー州旗

2018年6月1日、ドンバス戦争の影響に伴い、ウクライナ領土防衛隊の動員が開始され、チェルニウツィー州で創設された。

### ロシアのウクライナ侵攻

#### 北東部・イジューム戦線

第107独立領土防衛旅団旗

2022年3月、ロシアのウクライナ侵攻でロシアと国境を接する北東部ハルキウ州に配備され、9月にイジューム方面で攻勢を開始し、ハルキウ州の大部分を解放した。

#### 東部・バフムート戦線
2023年7月、激戦地の東部ドネツィク州バフムート地区に再配置され、バフムート西を防御した。

#### 東部・スヴァトヴェ-クレミンナ戦線
2024年7月、東部ルハーンシク州スヴァトヴェ地区に再配置され、クプヤンシク方面に展開した。

## 編制
- 旅団司令部（チェルニウツィー）
- 第92独立領土防衛大隊（チェルニウツィー）
- 第93独立領土防衛大隊（ヴィジニツア）
- 第94独立領土防衛大隊（ストロジネツ）
- 第95独立領土防衛大隊（キッツマン）
- 第96独立領土防衛大隊（ノヴォセリツィア）
- 第97独立領土防衛大隊（ソキリャニ）
- アルビン分遣隊

- 火力支援中隊
- 迫撃砲中隊
- 対破壊工作中隊
- 戦闘・後方支援隊
- 衛生隊